# Sune Örnberg
John Sune Örnberg, född 22 november 1925 i Morlanda församling på Orust, död 23 oktober 2007 i Oskar Fredriks församling, Göteborg, var en svensk författare och kulturjournalist. Örnberg skrev litteratur- och teaterkritik i Göteborgs-Posten där han var kulturchef 1984–1990. Han var sommarpratare i Sveriges Radio P3 1975.  
Sune Örnberg ligger begravd vid Morlanda kyrka.

## Priser och utmärkelser
- 1979 – Eckersteinska litteraturpriset
- 1982 – Ida Bäckmans stipendium[3]
- 1984 – Hedersdoktorat vid Göteborgs universitet[2]
- 1990 – Guldpennan
- 1992 – Kellgrenpriset
- 2001 – Karl Vennbergs pris